# 메리 루 맥도널드

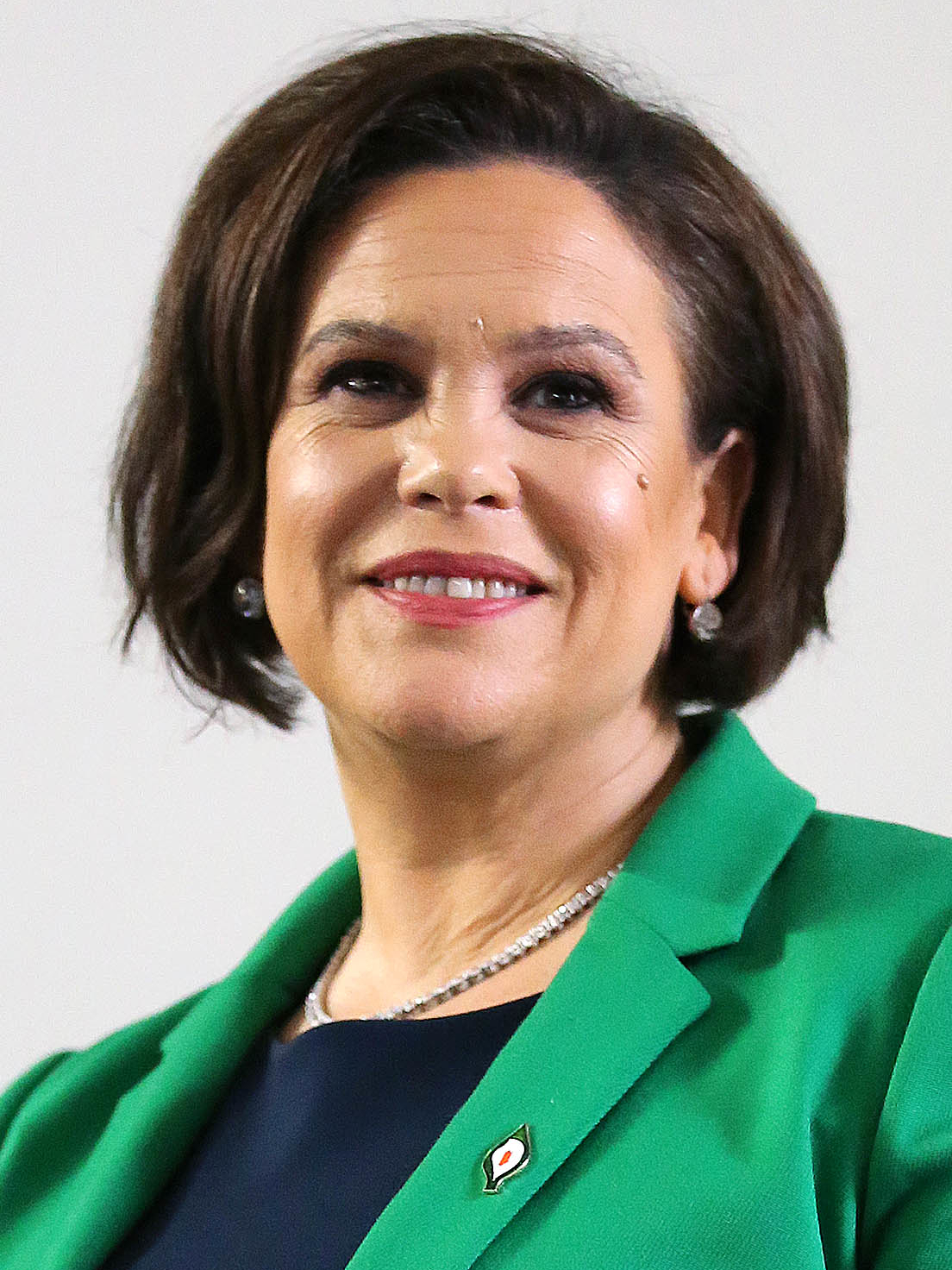

메리 루이즈 맥도널드(영어: Mary Louise McDonald, 1969년 5월 1일 ~ )는 아일랜드의 정치인으로 2018년 2월 이래 신 페인의 대표이다. 2011년 총선 이래 더블린 중 선거구의 국회의원을 역임하고 있으며, 2009년부터 2018년까지 신 페인의 부대표를, 2004년부터 2009년까지 더블린 선거구 유럽의원을 지낸 바 있다.
2018년 2월 10일 더블린 전당대회에서 게리 애덤스의 후임 대표로 선출되었다.